# Williamson Reefs
Williamson Reefs är ett rev på Stora Barriärrevet i Australien.   Det ligger 35 km nordost om Cooktown i delstaten Queensland.